# Aeroporto Internazionale di Istanbul-Sabiha Gökçen
L'aeroporto internazionale Sabiha Gökçen è un aeroporto situato nella parte asiatica di Istanbul, a 35 km a sud est del centro della città, in Turchia.

## Storia
Intitolato all'aviatrice turca Sabiha Gökçen, l''aeroporto è hub per le compagnie aeree Pegasus Airlines. SunExpress e AJet, vettore low-cost di Turkish Airlines.
È il secondo aeroporto che serve la città di Istanbul e fu costruito perché il principale, l'aeroporto di Istanbul-Atatürk, non era più in grado di gestire l'aumento del traffico aereo verso la città. È stato rinnovato fra il 2007 e il 2009 e il nuovo terminal è stato inaugurato nell'autunno 2009.

## Collegamenti
Dall'ottobre 2022 l'aeroporto è collegato a Kadıköy tramite la linea M4 della Metropolitana di Istanbul. Inoltre, l'aeroporto è collegato tramite autobus-navetta, di nome havataş, con il centro di Istanbul, segnatamente il terminal degli autòbus di Piazza Taksim (Taksim Meydanı), servito dalla linea metropolitana M2 e, attraverso una funicolare, il capolinea del Tram T4, che attraversa tutto il centro cittadino.

## Galleria d'immagini

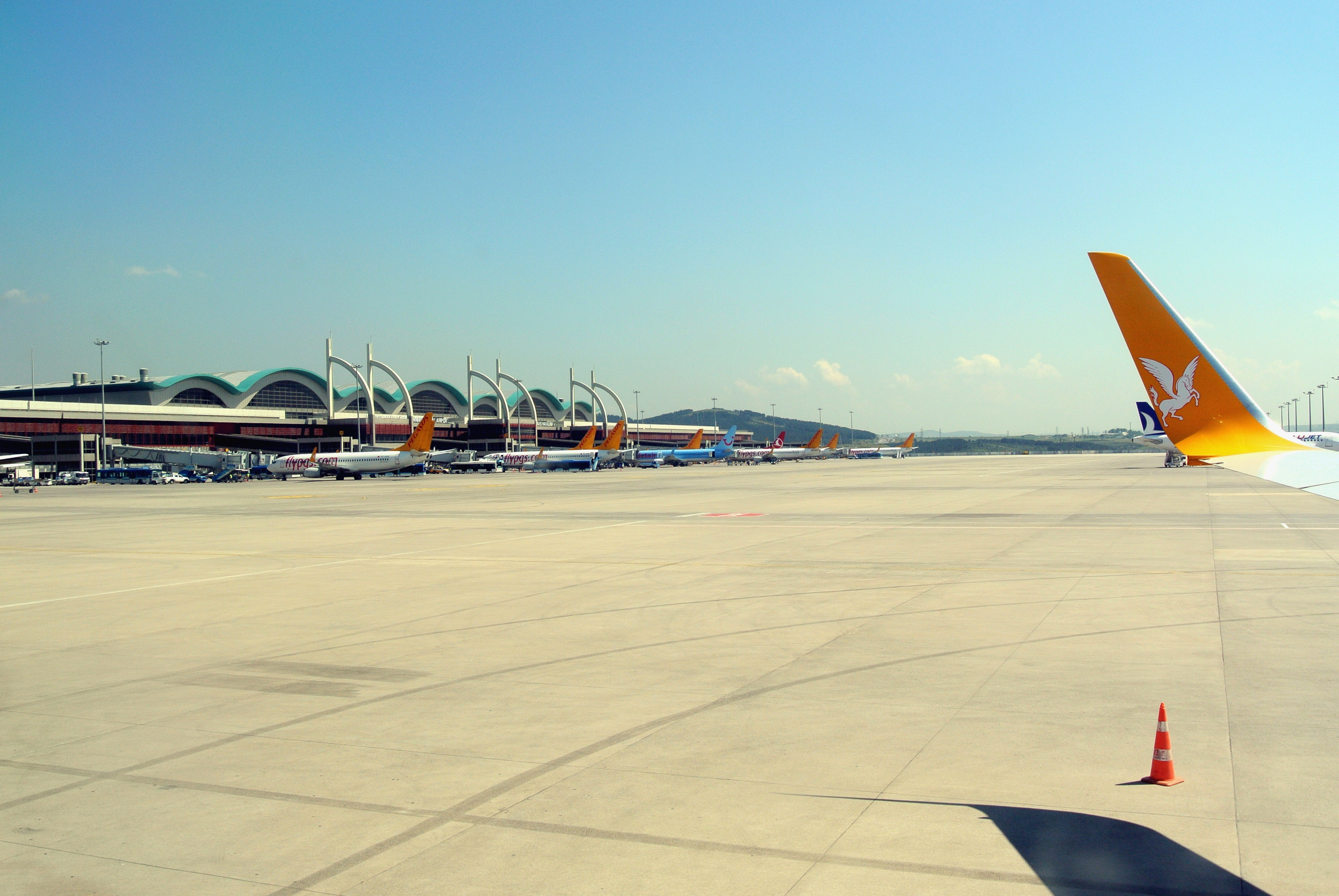
Rullaggio e nuovo terminal
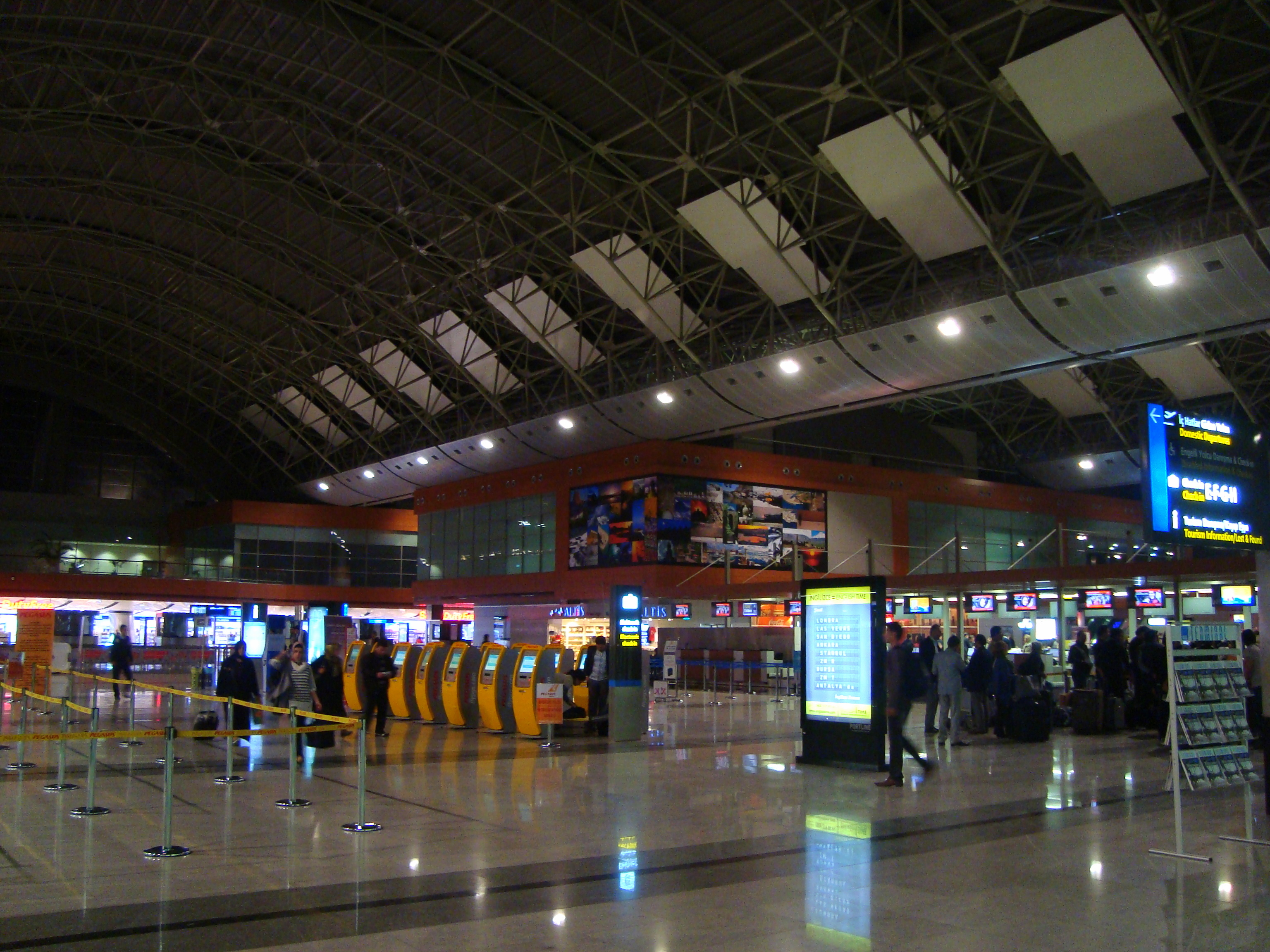
Area di check-in
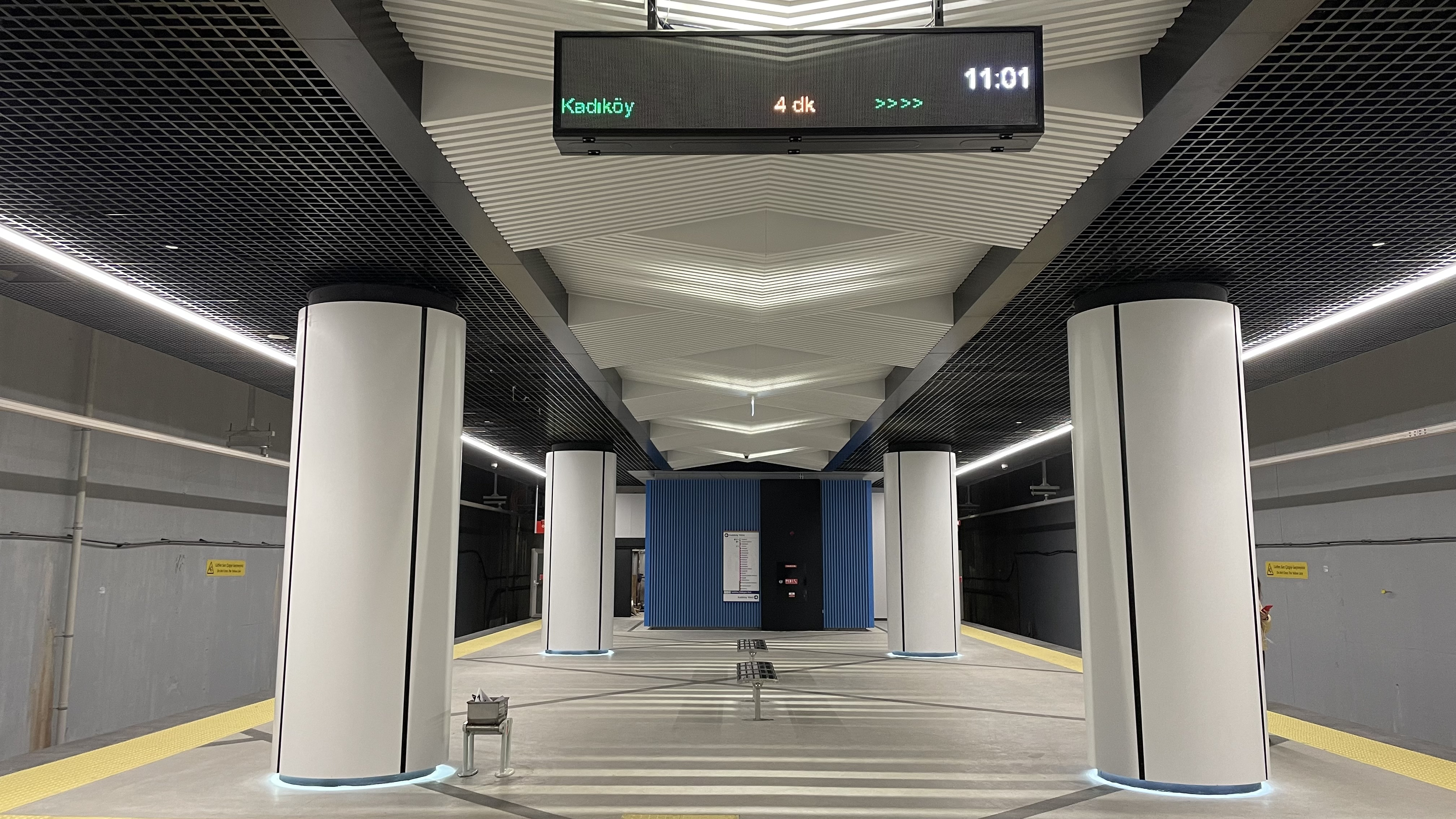
Stazione della linea M4 della metropolitana nell'aeroporto